# Seychelle-szigeteki gyümölcsgalamb
A Seychelle-szigeteki gyümölcsgalamb (Alectroenas pulcherrimus) a madarak osztályának galambalakúak (Columbiformes) rendjébe és a galambfélék (Columbidae) családjába tartozó faj.

## Rendszerezése
A fajt Giovanni Antonio Scopoli olasz természettudós írta le 1786-ban, a Columba nembe Columba pulcherrimus néven. Egyes szervezetek a Ptilinopus nembe sorolják Ptilinopus madagascariensis néven.

## Előfordulása
A Seychelle-szigetek területén honos. Természetes élőhelyei a szubtrópusi vagy trópusi síkvidéki és hegyi esőerdők, valamint vidéki kertek és városias régiók. Nem vonuló faj.

## Megjelenése
Testhossza 25 centiméter. Ennek a fajnak a tollazatán a kék árnyalatai dominálnak, testének felső része, szárnyai és farka kék színű. Feje és a melle ezüstszürke, a sárga szem körüli nagy, piros, csupasz bőrfolt található, lábai szürkék.

## Életmódja
Magvakkal és gyümölcsökkel táplálkozik, párban vagy kis csoportokban, de legfeljebb 12 madár alkot egy ilyen csoportot.

## Szaporodása
A fészke egyszerű gallyakból épített, amelyek 6–20 m-re helyezkednek el a fákon, egyetlen tojás rak. 

## Természetvédelmi helyzete
Az elterjedési területe kicsi, egyedszáma viszont stabil. A Természetvédelmi Világszövetség Vörös listáján nem fenyegetett fajként szerepel.
A Seychelle-szigeteken az összes nagy gránitszigeten előfordul, tovább a közelben levő homokszigetek közül Denis és Bird szigetén is.
Korábban húscélú vadászata igen elterjedt volt, emiatt sok helyről lokálisan ki is halt. Ezen veszélyforrás az 1970'-es évekre megszűnt, azóta újra gyarapodóban van és természetes úton újra megjelent több helyütt ahonnan korábban kihalt. A nagyobb gránitszigetek felől újra megtelepedett Curieuse (az 1980'-as évek eleje), Denis (az 1980'-as évek vége), Aride (1990) és Bird (2009) szigetén is.

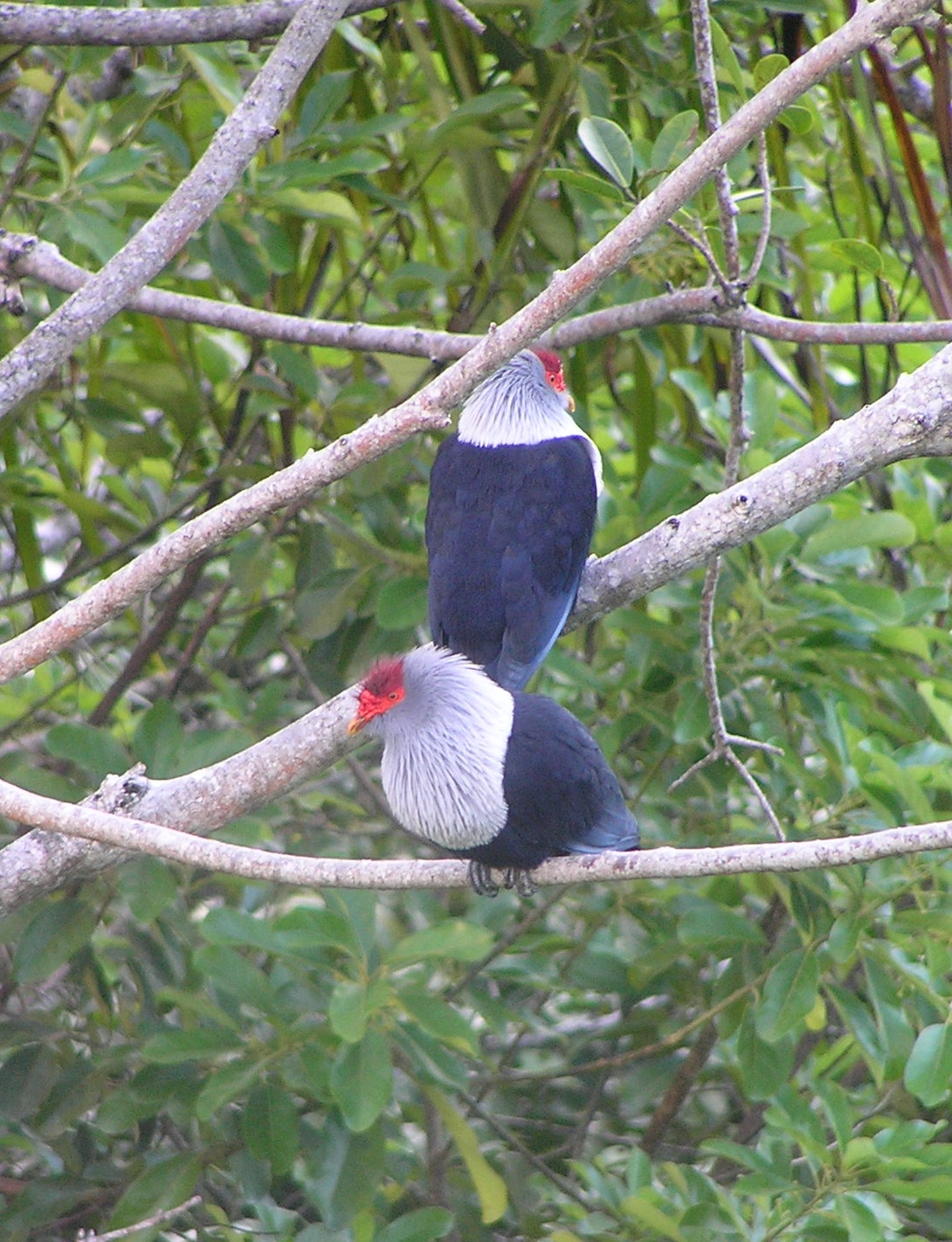